# Kathy Willets
Kathy Willets (nascuda amb el nom de Katherine Ann Morris el 24 d'abril de 1958 a Nova York) és una actriu pornogràfica estatunidenca retirada des de 2002.

## Biografia
Es va establir a Fort Lauderdale, Florida, on es va casar amb Jeffrey Willets, xèrif adjunt del comtat de Broward. Pel que sembla ell la va convèncer que treballés com a stripper. El 1992 fou detinguda juntament amb el seu marit acusats de prostitució i proxenetisme respectivament. Durant el judici va sortir a la llum que el seu marit havia enregistrat les gestes sexuals de la seva dona "nimfòmana" amb fins a vuit homes al dia. Cobrava fins a 150 dòlars l'hora i també havia gravat algunes figures locals importants. Ellis Rubin va actuar com a advocat defensor i va sostenir que la nimfomania de Willets va ser causada per l'ús de Prozac. Finalment, van acceptar el veredicte de culpabilitat a canvi de sentències lleus. El seu marit fou suspès i passà menys d'un any a la presó, i ella fou alliberada.
Kathy va aprofitar la notorietat obtinguda amb el cas i el seu físic exuberant per començar una carrera dins del cinema pornogràfic. Entre 1994 i 1996, Kathy Willets va aparèixer en deu papers principals. El 1996 es va retirar de la indústria cinematogràfica porno.

## Filmografia
- 1997 - Gm Las Vegas Revue.
- 1996 - Naked Scandal.
- 1995 - Creep - Kascha Lords.
- 1995 - Naked Scandal: The Kathy Willets Story.
- 1995 - What's the Lesbian Doing in My Pirate Movie?.
- 1994 - Seymore and Shane Meet Kathy Willets the Naughty Nymph.
- 1998 - Blow Me.
- American Justice - Programa de TV.